# Saint-Marcel-lès-Valence
 Saint-Marcel-lès-Valence  es una población y comuna francesa, en la región de Ródano-Alpes, departamento de Drôme, en el distrito de Valence y cantón de Bourg-lès-Valence.
La comuna se creó en 1850 a partir de Alixan, Bourg-lès-Valence, Châteauneuf-sur-Isère y Valence.

## Demografía
| ...                       | ... | ... | ... | ... | ... | ... | ... | 1 350 | 1 333 | 1 305 | 1 226 | 1 233 | 1 151 | 1 066 | 1 037 | 1 001 | 1 005 | 1 029 | 1 025 | 982 | 858 | 940 | 915 | 929 | 973 | 1 028 | 1 256 | 1 457 | 2 652 | 3 342 | 3 719 | 4 114 | 4 762 |
| (Fuente: INSEE y Cassini) |     |     |     |     |     |     |     |       |       |       |       |       |       |       |       |       |       |       |       |     |     |     |     |     |     |       |       |       |       |       |       |       |       |